# Жигжит Батуєв

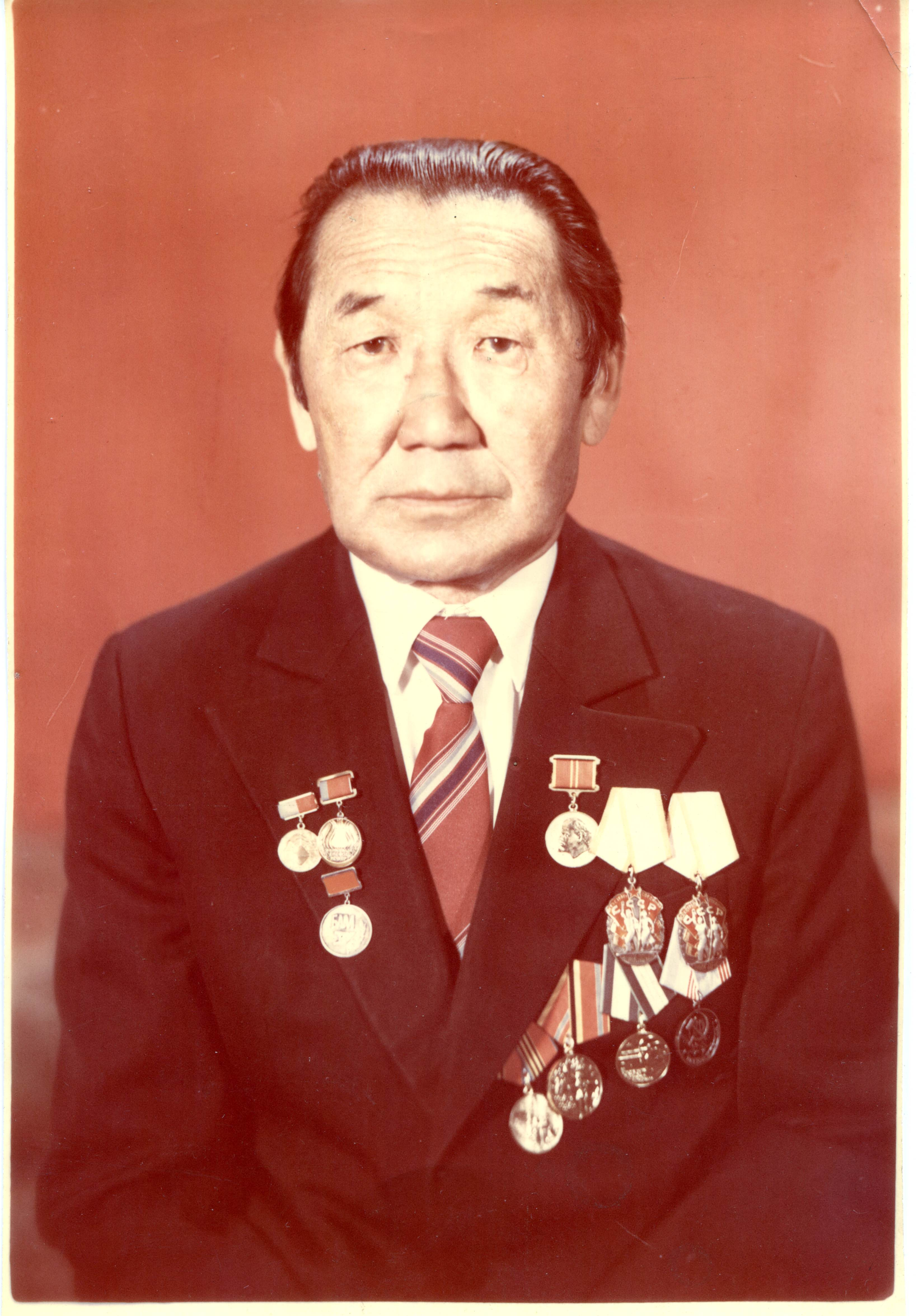

Батуєв Жигжит Абідуєвич (Батуу, бур. Жэгжэд Батуев, 12 серпня 1915, улус Шана, Хоринський аймак, Бурятія — 3 липня 1996, Улан-Уде, Бурятія) — бурятський композитор, разом з Дандаром Аюшеєвим і Бау Ямпіловим є одним з основоположників бурятської композиторської школи.

## Біографія
Народився у селянській родині, з дитинства цікавився народними піснями. Після початкової школи вступив у Хоринську школу християнської молоді, де навчився грати на народних музичних інструментах: хурі, лімбі, домрі і балалайці.
У 18 років вирішує стати професійним музикантом і вступає до Бурят-Монгольського технікуму мистецтв (згодом Коледж мистецтв імені П.І. Чайковського) на клас труби. Грає в духовому оркестрі на саксгорнах і барабані, в оркестрі народних інструментів — на домрі, співає в хорі радіокомітету, виступає як виконавець народних пісень. У 1934 році написав пісню «Жаргал» на слова Цедена Галсанова, успіх якої надихнув його займатися композиторством. До 1939 року звертається за консультаціями щодо композиції до своїх педагогів, композиторів В. Морошкіна та Н. Тихонова.
У 1936-37 роках навчався у Свердловській консерваторії по класу композиції Бориса Гібаліна.
У 1939-45 роках — диригент і художній керівник Бурятського ансамблю пісні і танцю, у сезоні 1946-47 року диригує балетні постановки Бурятського театру опери та балету. З 1947 року — директор музичної школи в Улан-Уде. У 1959-62 роках — художній керівник Бурятської філармонії, у 1976-80 роках — художній керівник оркестру народних інструментів Бурятського радіо.
У 1960-68 роках — відповідальний секретар Спілки композиторів Бурятської АРСР. Упродовж 26 років очолював Бурятське відділення Російського хорового товариства. Зробив великий внесок у створення Кіжингинської дитячої музичної школи. Член КПРС з 1942 року.
З дружиною Єлизаветою Тимофіївною виростили п'ятьох дітей.

## Творчість
Віддавав перевагу балетній і танцювальній музиці. Зробив великий внесок у музичну культуру Бурятської республіки, створивши балет «Син землі» на основі бурятського героїчного епосу «Гесер».
Також досліджував музичну культуру інших республік: в 1964 відбулась прем'єра балету «Чурумчуку», написаного на основі якутського фольклору, у 1970 році композитор створив балет за мотивами калмицького епосу «Джангар», цікавився евенкійським фольклором.
Автор понад 200 творів різних жанрів.

### Окремі твори
- пісня «Жаргал» на слова Ц. Галсанова (1934)
- п'єса «Саяни» для оркестру бурятських народних інструментів і пісні
- сюїта для оркестру «Колгоспна сюїта» (1948)
- «Симфонічні ескізи» (1955)
- сюїта для хору і симфонічного оркестру «Ми за мир» (1956)
- балет «В ім'я любові» (1957)
- балет «Золота свіча» (1958, співавтор — Б. Майзель)
- балет «Квіти життя» (1963, на сюжет бурятського фольклору)
- балет «Чурумчуку» (1964)
- балет для дітей «Дружба» (1965)
- балет «Гесер» (1968)
- урочистий марш «Якутія» (1969) на замовлення Спілки композиторів СРСР
- урочистий марш «Революційна тема» (Бурят-монгольський марш) (1969)[5]
- балет «Джангар» (1970)
- поема «Герої» (1971)
- балет «Син землі» (друга редакція «Гесера»)
- балет «Долина стерхів» (1988)
- ораторія «Порятунок священного Байкалу» на слова Д. Жалсараєва (1992)
- балет «Долина білих журавлів»
- вокально-хореографічна сюїта «Сурхарбан»[6]
- автор музики позивних БГТРК
- романси та пісні
- обробки народних пісень
- музика до драматичних, лялькових вистав,
- твори для оркестру народних інструментів та духового оркестру

## Нагороди
- орден Леніна
- орден «Знак пошани»
- Народний артист Бурятської АРСР (1957)
- Заслужений діяч мистецтв РРФСР (1959)
- Народний артист РРФСР (1985)
- Заслужений діяч мистецтв Якутської АРСР
- Державна премія Бурятської АРСР (1973)
- медалі

## Вшанування
- Документальний фільм про Жигжита Батуєва «Свій край оспівую я» (2015)[4]
- Вулиця Жигжита Батуєва в Улан-Уде (мікрорайон Нова Комушка)[4]
- Музей композитора в Кіжингинській школі мистецтв, яка має його ім'я
- Меморіальна дошка на будинку, де жив композитор в Улан-Уде, просп. Перемоги 10.[7]